# Илм
В скандинавската митология Илм (нордически: Ilmr) е богиня, която е спомената в списък от асини в книгата Скалдскапармал от Прозаичната Еда. Допълнителна информация освен името на богинята не е дадена. Якоб Грим изтъква, че името на богинята е в женски род, ала думата ilmr в мъжки род означава „приятен аромат“.